# Dolenje Sušice
Dolenje Sušice so naselje v Občini Dolenjske Toplice. Nahajajo se 2 km jugovzhodno od Dolenjskih Toplic na nadmorski višini 194 m. V okolici je vrtačasto zakraselo površje, zato so možnosti za kmetovanje slabe.
Ob lokalni cesti Dolenjske Toplice - Uršna sela leži na desnem bregu hudourniškega potoka Sušice kraški ravnik.